# De Rebus Bellicis

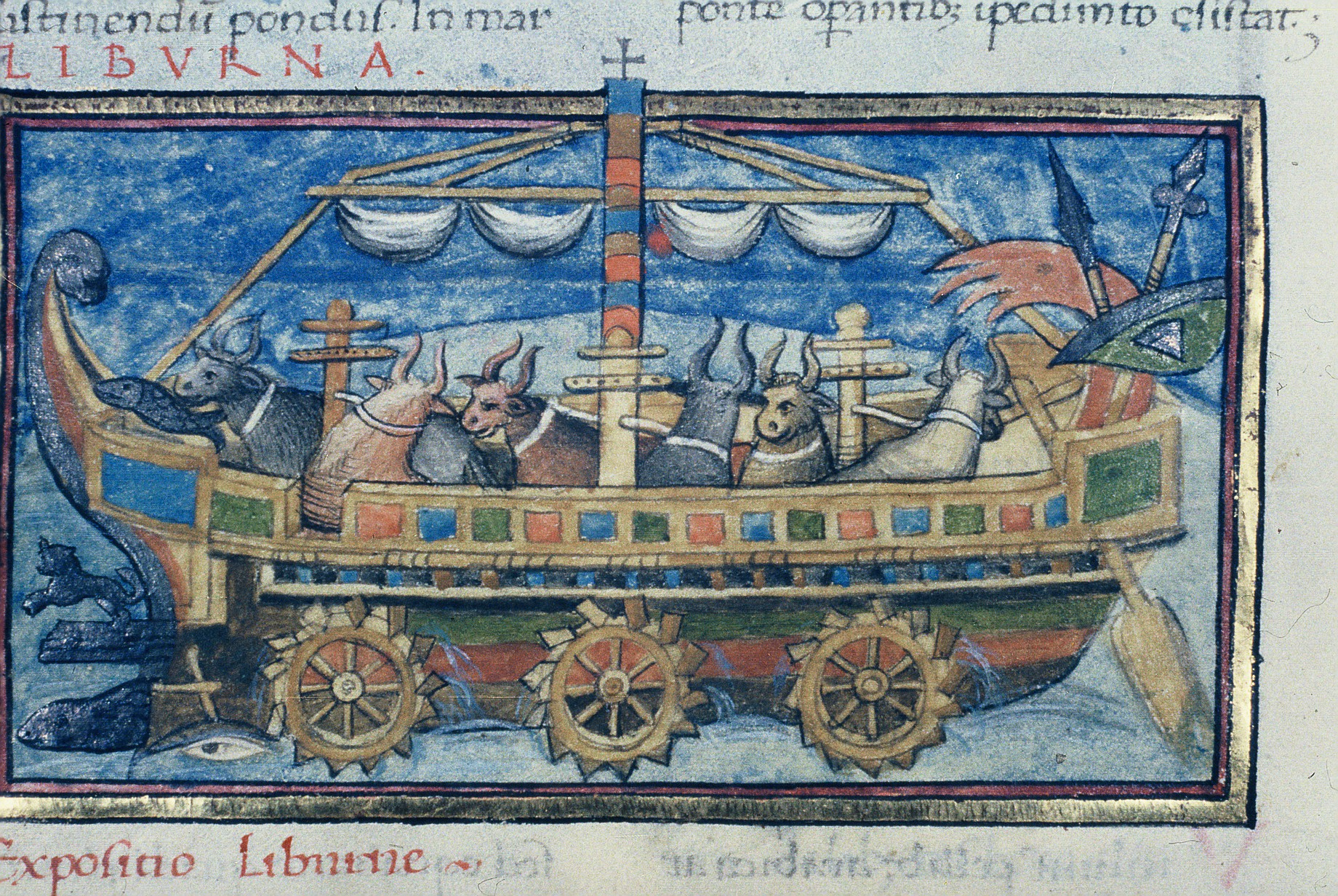
Römisches Schaufelradschiff nach De Rebus Bellicis. Miniatur aus der Oxforder Handschrift der Notitia dignitatum von 1436, wahrscheinlich von Peronet Lamy

De Rebus Bellicis ist eine römische Kriegsschrift, mutmaßlich aus dem späten 4. Jahrhundert n. Chr., in der sich der unbekannte Verfasser mit verschiedenen Reformvorschlägen auseinandersetzt, um der Bedrohung des Römischen Reichs durch die anstürmenden „barbarischen Völker“ zu begegnen.

## Datierung
Das Werk ist in einem schlichten Latein gehalten und vermutlich im Osten des Römischen Reiches zwischen 364 und 375 entstanden, d. h. in der gemeinsamen Herrschaftszeit der Kaiser Valentinian I. und Valens. Andrea Giardina plädiert im Anschluss an Santo Mazzarino für eine Datierung unter Constantius II. Andere Forscher gehen mit Hartwin Brandt eher von einer Entstehung der Schrift im frühen 5. Jahrhundert aus. Es ist in vier Handschriften überliefert, die auch die Notitia dignitatum enthalten.

## Inhalt
Der Autor beschreibt verschiedene einfallsreiche Konstruktionen von Kriegsmaschinen, wie ein Schaufelradschiff, das durch Ochsen angetrieben wird (Kapitel 17). Es ist jedoch unwahrscheinlich, dass solche Schiffe in der römischen Marine zum Einsatz gekommen sind.
Die Schrift beklagt zudem tatsächliche und vermeintliche Missstände im Römischen Reich; die Lösungsvorschläge sind wenig praktikabel. Ob dies, wie Hartwin Brandt annimmt, vor allem mit der Naivität des Autors zu erklären ist, oder ob der eigentliche Zweck des Textes darin besteht, traditionelle Kaiserkritik in originellerem Gewand zu üben, ist umstritten.

## Rezeption
Abhandlungen zu ähnlichen Themen verfasste etwa um dieselbe Zeit auch der Kriegstheoretiker Flavius Vegetius Renatus, dessen Vorschläge und Ausführungen aber einen stärkeren Praxisbezug haben.
Nach einer Phase der intensiveren Auseinandersetzung mit der Schrift im Laufe des 20. Jahrhunderts erlahmte das Interesse der Forschung hieran zunächst, da die Erkenntnismöglichkeiten ausgeschöpft schienen. Im Rahmen einer neueren Arbeit zum Anonymus de rebus bellicis, deren Ziel eine grundlegende morphologische Untersuchung des Libellus sowie dieser Textsorte ist, schlägt Stefanie Gräf eine veränderte Bewertung der Schrift vor. Kernpunkte sind dabei u. a., dass es sich vermutlich um eine Sammelschrift handele, die über einen längeren Zeitraum immer wieder überarbeitet und ergänzt worden sei.

## Ausgaben
- Stefanie Gräf, Burkhard Meißner: De rebus bellicis. Waffen und Finanzen in der Spätantike. Darmstadt 2023, ISBN 978-3-8053-5356-4 (Einleitung, Text, deutsche Übersetzung, Faksimile der Münchner Handschrift, Abbildungen aus den anderen Handschriften, Kommentare)
- Philippe Fleury: De rebus bellicis. Sur les affaires militaires. Paris 2017, ISBN 978-2-251-01476-0 (Einleitung, Text, französische Übersetzung, Kommentar)
- Robert Ireland: Anonymi auctoris De Rebus bellicis. Teubner, Leipzig 1984.
- Andrea Giardina: Anonimo. Le cose della guerra. Fondazione Lorenzo Valla; Mondadori, Mailand 1989, ISBN 88-04-32202-0 (Einleitung, Edition, italienische Übersetzung, Kommentar sowie 12 Farbtafeln aus der Oxforder Handschrift)
- Edward A. Thompson: A Roman Reformer and Inventor: Being a new Text of the Treatise De Rebus Bellicis with Translation and Introduction. Oxford 1952 (lateinischer Text und Übersetzung).